# Lakshmi Shankar
Lakshmi Shankar (Jamshedpur, 16 de junio de 1926 - California, 30 de diciembre de 2013), nacida en una familia Brahmin, fue una cantante clásica hindustaní de la Patiala Gharana, una de las más famosas y veneradas del país por su interpretación de khyal, thumri y bhajans.
Comenzó su carrera como bailarina en 1939 en Madras (Chennai) en el estilo Bharata Natyam de Guru Kandappa Pillai, casándose con Rajandra, el hermano de Uday Shankar, creador de la troupe danzante. Debido a pleuresia dejó de bailar para dedicarse al canto.
Con entrenamiento en el sistema Carnatico de India del sur estudió la música del Hindostán con Ustad Abdul Rehman Khan y Ravi Shankar, hermano de su marido Rajendra y Uday.
Compuso música para la compañía de baile Shakti School of Bharatanatyam de Los Ángeles.
En 1962 hizo su primera gira occidental y en 1970 cantó en Florencia, Venecia y Roma.
Popularizó su música en Occidente, grabado varios álbumes, ganó un Grammy y prestó su voz para la película Gandhi de Richard Attenborough.